# Thế hệ

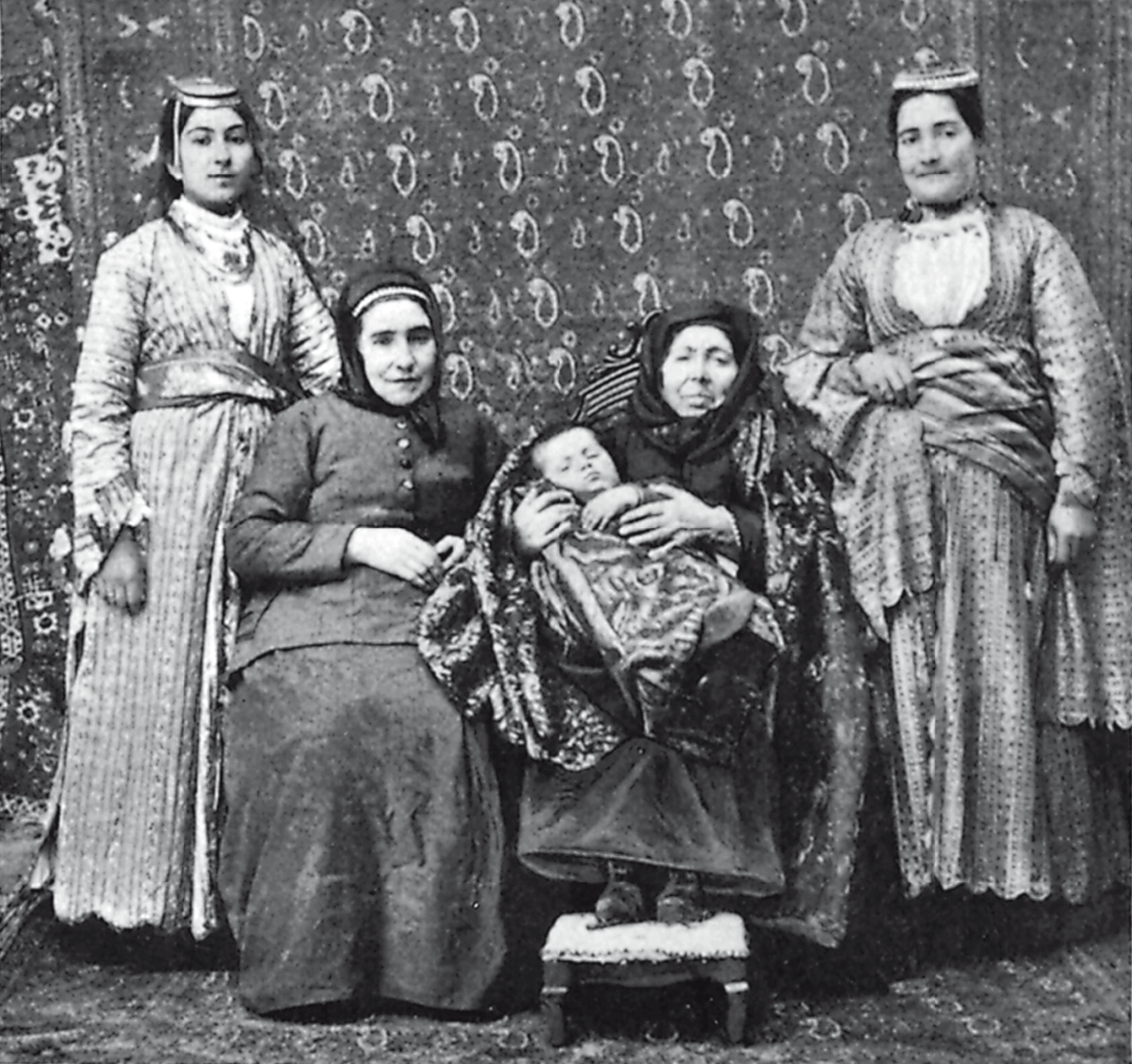
Năm thế hệ trong gia đình.

Thế hệ là cách gọi tập thể tất cả những người được sinh ra và sống trong cùng một khoảng thời gian.